# Франсоа Пурфур ди Пти
Франсоа Пурфур ди Пти (фр. François Pourfour du Petit, dit Petit le médecin; Париз, 24. јун 1664 — Париз, 18. јун 1741) био је француски лекар, природњак, анатом и офталмолог.

## Епоними
Птијев канал — (Petit's canal)
Канала између предњег и задњег висећег лигамената сочива ока.
Птијев синус — (Petit's sinuses)
Простор између горњег семилунарног кусписа аорталног залистка срца и проширеног дела зида узлазне аорте.
Птијев синдром — (Petit's syndrome)
Епоним који се користи да означи окуло-пупиларну болест изазвану екситацијом (иритацијом) симпатичког нервног система.
Птијев троугао — (Petit's triangle)
Простор који представља једну од слабих тачака задњег зида трбушне дупље. Налази се између најширег мишића леђа (лат. m. latissimus dorsi), спољашњег косог мишића трбуха (лат. m. obliquus externus abdominis) и бедреног гребена (лат. crista iliaca).

## Живот и дело
Франсоа Пурфур ди Пти је рођен 18. јуна 1741. у Паризу као син трговца. Родитеље је изгубио када је још био дете. Основно образовање Пурфур је стекао на Колеџу Буве (Collège de Beauvais). Студије је прекинуо због својих путовања по Белгији и Француској. Није познато како се издржавао пре него што је уписао медицину и дипломирао. Он је једном изјавио да је срео човека по имену Блондин, познатог библиофила, који је дао Птију приступ својој библиотеци и охрабрио га да стекне медицинско образовање.
Студије медицине Пурфур је уписао на Универзитет у Монпељеу 1687. на коме је 1690. докторирао медицину и постао лекар. По завршетку студија вратио се у Париз, где је наставио медицинске и друге научне студије и завршио обуку на хирургији болнице Шарите (Charité hospital) у Паризу. Паралено са студијама медицине, присуствовао је и јавним предавањима из анатомије код Жозеф-Гишара Дивернеа (Joseph-Guichard Duverney 1648 — 1730) курсевима из ботанике код Жозефа Питона де Турнфора (Joseph Pitton de Tournefort 1656--1708) и хемије код Николе Лемерија (Nicholas Lemery 1645 — 1715).
Пти се придружује војсци Фландрије 1693, као лекар, и у њој остаје да ради у многим војним болницама све до потписивања мира у Утрехту 1713. када се поново враћа у Париз у коме ради као офталмолог.
Заменик главног анатома Краљевске академије наука Француске постао је 25. фебруара 1722, затим сарадник хемичар септембра 1722, стални анатом септембра 1722 — 24. и резидент анатом августа 1725.
Пти је аутор многих стручних радова из анатомије и физиологије ока и ботанике.
Све до смрти 1741. у Паризу Пурфур је био члан Француске краљевске академије наука (од 1722 — 1741). Његов син, Етјен Пурфур ди Пти био је лекар.